# Сисебут (епископ Уржеля)
Сисебу́т (кат. Sisebut, исп. Sisebuto; умер после 13 июня 840) — епископ Уржеля (833—840).

## Биография
Согласно надписи, сделанной по повелению Сисебута в хартии об освящении церкви Санта-Мария-де-Лильет, он получил епископскую кафедру Уржеля 17 ноября 833 года. Возможно, он стал здесь непосредственным преемником епископа Поседония, хотя последние документы, в которых упоминается его предшественник, датированы июнем 823 года.
В 834 году Сисебут, вместе с архиепископом Нарбона Варфоломеем, освятил новый монастырь Санта-Мария-де-Алаон. 12 марта 835 года в Тьонвиле епископ получил от императора Запада Людовика I Благочестивого хартию с привилегиями для Уржельского епископства, в которой за епархией закреплялись приходы в Урхеле, Бергеде, Сердани, Пальярсе, Рибагорсе, Андорре и Кардоне и подтверждались все дарения, сделанные епископам Уржеля Карлом Великим. 28 марта 839 года датировано сохранившееся до наших дней завещание епископа Сисебута, в котором он повелел разделить между различными уржельскими монастырями своё собрание книг церковных и античных авторов. Это первое документально подтверждённое свидетельство о существовании библиотек на территории современной Каталонии.
1 ноября 839 года в Сео-де-Уржеле епископ Сисебут освятил новый кафедральный храм епархии — собор Санта-Мария-де-Уржель, построенный вместо церкви, разрушенной маврами в 793 году. На церемонии присутствовало множество простого народа и знати, в том числе граф Уржеля и Сердани Сунифред I. Во время празднования этого события была обнародована подписанная императором Людовиком Благочестивым хартия с новыми привилегиями для Уржельской епархии. В том числе, в хартии, получившей в исторической науке название «l’Acta de consagracio i dotacio», содержалось описание территорий, на которые распространялась юрисдикция епископа Уржеля, с подробным перечислением населённых пунктов на этих землях. В хартии приведены названия 289 поселений, многие из которых впервые упоминаются в исторических источниках. Историки называют этот документ первым географическим описанием Каталонии.
Точная дата смерти епископа Сисебута неизвестна. В последний раз он упоминается в хартии, датированной 13 июня 840 года. Вероятно, его преемником в этом же году стал Флоренций, упоминаемый в некоторых списках епископов Уржеля, однако следующий достоверный документ, связанный с уржельской епархией, датирован только 850 годом и епископом в нём назван уже Беат.
До второй половины XIX века в исторической науке господствовало мнение о существовании двух урхельских епископов с именем Сисебут: Сисебута I (епископ в 819—823 годах) и Сисебута II (епископ в 833—840 годах). Оно было основано на неправильной датировке хартии об освящении собора Санта-Мария-де-Уржель: в копии, приведённой в работе урхельского епископа Себастиана де Викториа-и-Эмпарана
(1747 год), стояла дата «6-й год правления императора Людовика» (то есть 819 год), однако обнаружение более хорошо сохранившихся текстов этой хартии и дополнительные материалы позволили точно датировать освящение 839 годом. После этого большинство историкив стало придерживаться точки зрения о существовании только одного епископа по имени Сисебут. Это мнение поддерживает и Римско-католическая церковь.